# P&O Nedlloyd
Royal P&O Nedlloyd NV war der Name einer weltweit tätigen Containerschifflinie mit Sitz in London und Rotterdam. Das Unternehmen gehört seit August 2005 zur dänischen A. P. Møller-Mærsk-Gruppe, die Linie läuft seit Februar 2006 unter dem Namen Mærsk Line.

## Geschichte

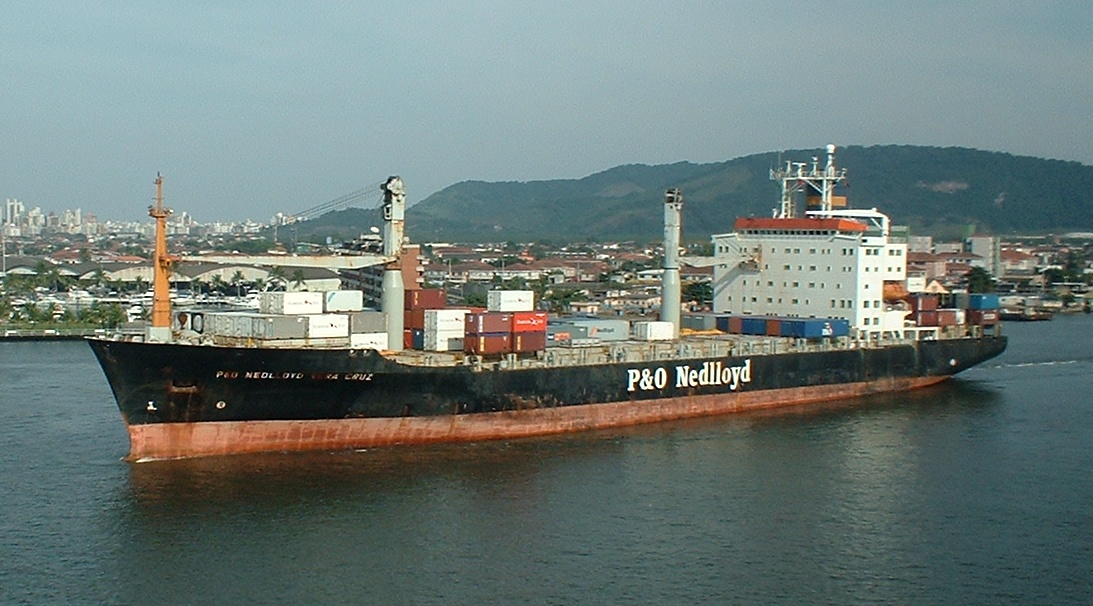
Die P&O Nedlloyd Vera Cruz

Das Unternehmen wurde im Dezember 1996 als Joint Venture der Firmen P&O Containers Limited (ehemals Overseas Containers Limited) und Nedlloyd gegründet. 1998 übernahm die Firma das Containergeschäft von Blue Star Line sowie später auch der britischen Harrison Line und der US-amerikanischen Farrell Lines (2000).
Im April 2004 erwarb Royal Nedlloyd alle Anteile. Das Unternehmen wurde in den Euronext Amsterdam als Royal P&O Nedlloyd NV aufgenommen. Es war die drittgrößte Containerfrachtgesellschaft der Welt.
Im Mai 2005 veröffentlichte A. P. Møller-Mærsk Pläne zur Übernahme von P&O Nedlloyd für 2,3 Milliarden Euro. Am 13. August 2005 war der Kauf getätigt, die weltweit größte Linie war entstanden. Im Februar 2006 wurde der Name Mærsk Line übernommen.
Das Unternehmen verfügte über 160 eigene und gecharterte Schiffe mit 635.000 TEU.